# 蝸牛くも
蝸牛 くも（かぎゅう くも）は、日本の男性ライトノベル作家。

## 来歴
2012年10月8日より◆KUMOgh4/xM（後に◆CoNaNQHQik）のトリップでやる夫スレを作成し、その中で2014年1月に『ゴブリンスレイヤー』を制作・公開する。その後、GA文庫大賞に今川氏真を主人公とする時代小説『天下一蹴 氏真無用剣』を応募して最終選考に残った後、編集が『ゴブリンスレイヤー』の小説版に目を付け、2016年2月にGA文庫より刊行され商業デビューする。なお、この小説版は一度、富士見ファンタジア大賞に投稿したが三次選考で落選という結果を受けている。
上記投稿作品である『天下一蹴 氏真無用剣』についても、2018年9月の『ヤングガンガン』でコミカライズを開始。また、2019年1月にはGAノベルズより原作である小説版が刊行。これらに際し、限定特典を対象としたクラウドファンディングをMakuake（マクアケ）で実施。

## 作品
- ゴブリンスレイヤー[1]（絵： 神奈月昇、『GA文庫』、SBクリエイティブ、既刊16巻）
- ゴブリンスレイヤー外伝：イヤーワン（絵： 足立慎吾、『GA文庫』、SBクリエイティブ、既刊4巻）
- ゴブリンスレイヤー外伝2 鍔鳴の太刀《ダイ・カタナ》（絵： lack、『GAノベル』、SBクリエイティブ、全3巻）
- 天下一蹴 今川氏真無用剣（絵： 伊藤悠、『GAノベル』、SBクリエイティブ、全1巻）
- ブレイド&バスタード（絵： so-bin、『DREノベルス』、ドリコム、既刊5巻）
- モスクワ2160（絵： 神奈月昇、『GA文庫』、SBクリエイティブ、既刊1巻）
- 大都会の夜に影を求めて（絵：えぃわ、TRPGシャドウランサプリメント『シャドウラン・コデックス』掲載、新紀元社)

## メディアミックス
漫画(コミカライズ)
- ゴブリンスレイヤー (漫画：黒瀬浩介、月刊ビッグガンガン、ガンガンONLINE、スクウェア・エニックス、既刊16巻)
- ゴブリンスレイヤー外伝：イヤーワン (漫画：栄田健人、ヤングガンガン、ガンガンONLINE、スクウェア・エニックス、既刊13巻)
- ゴブリンスレイヤー：ブランニュー・デイ (漫画：池野雅博、月刊ビッグガンガン、ガンガンONLINE、スクウェア・エニックス、全2巻)
- 天下一蹴 -今川氏真無用剣- （漫画：湯野由之、キャラクター原案：伊藤悠、ヤングガンガン、ガンガンONLINE、マンガUP!、スクウェア・エニックス、全2巻）
- ゴブリンスレイヤー外伝2 鍔鳴の太刀《ダイ・カタナ》 (漫画：青木翔吾、ガンガンコミックスUP!、ガンガンONLINE、スクウェア・エニックス、既刊8巻)
- ゴブリンスレイヤー：デイ・イン・ザ・ライフ (漫画：マツセダイチ、月刊ビッグガンガン、スクウェア・エニックス、全3巻)
- モスクワ2160 (漫画：関根光太郎、月刊ビッグガンガン、スクウェア・エニックス、既刊3巻)
- ブレイド＆バスタード (漫画：楓月誠、DREコミックス、ドリコム、既刊6巻)

アニメ
- ゴブリンスレイヤー(1期、劇場版、2期)

詳細は「ゴブリンスレイヤー#アニメ」を参照

## TRPG
- ゴブリンスレイヤーTRPG（著：川人忠明とグループSNE,蝸牛くも　絵：神奈月昇　監修：安田均、既刊：ルールブック1巻,サプリメント1巻）

## リプレイ
- ゴブリンスレイヤーTRPGリプレイ 死と罠の街ランサペール（著：川人忠明とグループSNE,蝸牛くも　絵：神奈月昇,電氣ブラン、監修：安田均、SBクリエイティブ、既刊1巻）